# 畝龍実
畝 龍実（うね たつみ、1964年6月21日 - ）は、広島県出身の元プロ野球選手（投手）。1992年の登録名は畝 辰実（読み同じ）。

## 経歴

### プロ入り前
広島工業高では、エースとして1982年夏の甲子園県予選準決勝に進むが、広島商業高に敗退し甲子園出場はならなかった。
高校卒業後は、専修大学に進学。東都大学リーグでは二部降格も経験し、在学中の一部優勝には届かなかった。大学同期にエースの関清和がおり、その陰に隠れがちであった。他の同期に宮里太、西俊児がいる。
大学卒業後は、社会人野球のNTT関東に入社。1987年の都市対抗野球に出場するが、1回戦で2本塁打を打たれヨークベニマルに大敗。翌1988年の都市対抗野球には新日本製鐵君津の補強選手として出場する。1回戦でNTT四国の渡辺智男投手に抑えられ敗退。
1988年のプロ野球ドラフト会議で広島東洋カープから3位指名を受け入団。

### 現役時代
左のサイドスローから繰り出されるシュートやスライダーを軸に中継ぎとして期待され、プロ1年目の1989年から一軍登板を果たすも、課題の制球力を克服できずプロでは短命に終わる。1992年限りで現役を引退。

### 引退後
引退後は、広島に残りスコアラーに就任。3年連続5位に終わった2000年の秋季キャンプでは、動作解析のソフトを活用し、伸び悩む投手のフォーム矯正に乗り出す。投球動作の撮影を重ね、肩や肘の動きを徹底的に分析、翌2001年は菊地原毅が日本タイ記録の78試合登板、長谷川昌幸は先発で9勝を挙げ、5年ぶりのシーズン勝ち越しにつなげた。2001年プロ野球コンベンション会議にて動作解析装置開発の功績を評され、各球団が選ぶ球団スタッフ賞を受賞している。「動作解析のエキスパート」といわれており、高い分析能力に定評がある。
2013年11月4日、一軍投手コーチ兼分析コーチに就任することが発表された。
2014年10月19日、一軍投手コーチ専任となることが発表され、分析コーチの肩書が外れた。
2015年は緒方孝市監督から投手起用に関する全権を与えられた。オープン戦では黒田博樹の復帰戦となった3月8日の東京ヤクルトスワローズ戦で、黒田の球数を10球間違え、予定より早く降板させてしまう勘違いがあった。レギュラーシーズンでは、エースの前田健太と黒田を別々のカードで起用し、大型連敗を防ぐローテーションを組んだ。3、4月は試合日程に余裕があったこともあり、先発投手の月間防御率が2.11とリーグ2位の結果を残した。救援投手の防御率も2.75とリーグ2位の好成績であったが、接戦での失点が目立ちわずか1か月で8敗を喫した。予定していた勝ちパターンの一岡竜司、中﨑翔太、デュアンテ・ヒースの全員が救援失敗する事態となり、リリーフ再編を余儀なくされた。5月にはセットアッパーを日替わり起用とする方針を示し、6月には戸田隆矢をセットアッパーとして起用することを明らかにした。しかし、戸田も制球難から崩れる場面があり、信頼を得ることができなかった。地元マスコミや球団OBらの声もあり、最終的には、先発で勝ち星に恵まれていなかった大瀬良大地を交流戦限定でリリーフ起用する方針を示し、そのままシーズン終了まで大瀬良と中崎を勝ちパターンとすることで落ち着いた。中盤は配置転換が奏功し、序盤とは打って変わってリーグ屈指の強力リリーフ陣となった。「3連戦の初戦はしっかり勝つ」という方針から、勝ちパターンの2人に登板を集中させ、4点以上リードがある場面や同点時、回跨ぎ、連投などの起用も辞さなかった。大瀬良はシーズン終盤に大きく調子を落とし、クライマックスシリーズ進出がかかった大事な試合でのリリーフ失敗が続いた。また、大瀬良が抜けた先発ローテーションの再編に苦慮し、6連戦が続く8月には前田、K.ジョンソン、黒田、福井以外に2人足りないことが常態化してしまった。9月には雨天中止の影響で12連戦が組まれたが、中4日ローテの導入など登板間隔を詰めることで対処した。崩壊したリリーフ陣を配置転換により立て直し、大瀬良と中崎の勝ちパターンを確立したことが評価されたが、その勝ちパターンに起用が集中したことや、一軍にいながらほとんど登板機会に恵まれない投手がいたことについては批判が寄せられた。10月28日に一軍投手コーチ留任が発表された。
2016年は投手起用について全権を持つのではなく、緒方監督と共に起用を決定するよう方針の変更が行われた。開幕は前年200イニングを投げた前田健太のメジャー移籍や、先発に復帰する予定だった大瀬良大地の故障離脱を受け、新人の横山弘樹と岡田明丈を加えたローテを組んだ。横山は3月30日の中日ドラゴンズ戦でプロ初勝利を挙げ、岡田は好投しながら勝ち星に恵まれなかったが、6月25日の阪神タイガース戦でプロ初勝利を挙げた。その後、横山は不振で登録抹消、岡田も故障で離脱したが、九里亜蓮、中村恭平、戸田隆矢を起用することで対応した。九里は2年ぶり、中村は3年ぶりの勝利を挙げ、戸田はプロ初完封を記録した。終盤はリリーフを務めていたブレイディン・ヘーゲンズ、薮田和樹を先発で起用するなど柔軟な采配を見せ、最終的には2桁勝利投手3人、先発防御率はリーグ1位の3.29を記録した。救援陣は開幕時に起用された中田廉や仲尾次オスカルが不調で、3月31日の中日戦では5点リードから逆転負けを喫するなど再編を余儀なくされたが、新戦力のジェイ・ジャクソン、ヘーゲンズ、前年クローザーを務めた中崎翔太の固定により勝ちパターンを確立した。ビハインドも復活した今村猛がフル回転し、中盤以降は一岡、大瀬良が加わることで、救援防御率はリーグ2位の3.06を記録した。11月24日に一軍投手コーチ留任が発表された。
2020年より三軍統括コーチに就任。2022年からは三軍統括コーチ兼矯正担当に配置転換となった。2025年からは三軍統括コーチ兼大野寮長に配置転換された。

## 人物
息子の畝章真は、2018年より投手として四国アイランドリーグplusの香川オリーブガイナーズに所属し、2019年育成ドラフトにおいて、広島東洋カープから3巡目指名を受けた。2021年をもって広島を退団し、現在は社会人野球選手。
金本知憲は広島時代、左ピッチャーが打てずなかなかレギュラーになれなかったため、オフシーズンに左ピッチャーを打ち込むことで左を克服した。その際金本にボールを投げ続けたのが畝（一番難しいタイプの変則的フォームだったから、彼に慣れることで克服しようとした）で、その甲斐あって金本は他の左ピッチャーを打てるようになりレギュラーを獲得した。

## 詳細情報

### 年度別投手成績
| 年 度     | 球 団     | 登 板 | 先 発 | 完 投 | 完 封 | 無 四 球 | 勝 利 | 敗 戦 | セ 丨 ブ | ホ 丨 ル ド | 勝 率 | 打 者 | 投 球 回 | 被 安 打 | 被 本 塁 打 | 与 四 球 | 敬 遠 | 与 死 球 | 奪 三 振 | 暴 投 | ボ 丨 ク | 失 点 | 自 責 点 | 防 御 率 | W H I P |
| --------- | --------- | ----- | ----- | ----- | ----- | -------- | ----- | ----- | -------- | ----------- | ----- | ----- | -------- | -------- | ----------- | -------- | ----- | -------- | -------- | ----- | -------- | ----- | -------- | -------- | ------- |
| 1989      | 広島      | 4     | 0     | 0     | 0     | 0        | 0     | 0     | 0        | --          | ----  | 19    | 3.1      | 5        | 0           | 4        | 0     | 1        | 4        | 0     | 0        | 6     | 5        | 13.50    | 2.70    |
| 1990      | 広島      | 2     | 0     | 0     | 0     | 0        | 0     | 0     | 0        | --          | ----  | 14    | 3.0      | 2        | 1           | 2        | 0     | 1        | 0        | 0     | 0        | 1     | 1        | 3.00     | 1.33    |
| 1991      | 広島      | 1     | 0     | 0     | 0     | 0        | 0     | 0     | 0        | --          | ----  | 7     | 1.1      | 1        | 1           | 2        | 0     | 0        | 1        | 0     | 0        | 3     | 3        | 20.25    | 2.25    |
| 通算：3年 | 通算：3年 | 7     | 0     | 0     | 0     | 0        | 0     | 0     | 0        | --          | ----  | 40    | 7.2      | 8        | 2           | 8        | 0     | 2        | 5        | 0     | 0        | 10    | 9        | 10.57    | 2.09    |

### 記録
初記録
- 初登板：1989年4月19日、対ヤクルトスワローズ2回戦（明治神宮野球場）、8回裏に4番手で救援登板、1/3回無失点
- 初奪三振：同上、8回裏に小川淳司から

### 背番号
- 26（1989年 - 1992年）
- 78（2014年 - ）

### 登録名
- 畝 龍実（うね たつみ、1989年 - 1991年）
- 畝 辰実（うね たつみ、1992年）